# Бобровцы (Брестская область)
Бобро́вцы (бел. Баброўцы) — деревня в Брестском районе Брестской области Белоруссии. Входит в состав Мотыкальского сельсовета.

## География
Расположена в 8 км по автодорогам к юго-западу от центра сельсовета, агрогородка Большие Мотыкалы, и в 11 км по автодорогам к северу от центра Бреста, неподалеку от реки Лесная. Граничит с деревнями Скоки и Старое Село.

## История
В XIX веке — частное владение Брестского уезда Гродненской губернии в составе имения Скоки. В 1890 году действовала церковно-приходская школа, где учились 33 мальчика и 1 девочка. По переписи 1897 года — 23 двора, школа грамоты. В 1905 году деревня Мотыкальской волости Брестского уезда.
После Рижского мирного договора 1921 года — в составе гмины Мотыкалы Брестского повята Полесского воеводства Польши, 12 дворов. С 1939 года — в составе БССР.